# どんぐりくん
『どんぐりくん』は、日本の漫画作品。著者は須藤真澄。
雑誌『まんがくらぶ』に1997年2月号から2007年10月号まで連載され、単行本は全4巻が竹書房から出版されている。

## 概要
「どんぐりがくえん」という学校に通うネコの男の子・ゆずとその友達が繰り広げる、のんびりとした日常が描かれた作品である。
ゆずをはじめとした登場キャラクターは、ほぼすべてが擬人化されたネコ（直立二足歩行する）の姿で描かれている。作中世界は、現実の人間の世界をほぼそのままネコに置き換えたものと捉えることができる。ただし、子供（子ネコ）は常に裸、トイレには猫砂が敷き詰められている、大人がマタタビ（作中では合法）の匂いを嗅ぐと酔っ払ってしまうなどの特徴的な描写もみられる。
どんぐりがくえんは1クラスの生徒数が5人と固定されているらしく、ゆずが所属する「1年ど組」以外のクラスが登場する場合もその生徒数は常に5人である。1学年は「ど組」「ん組」「ぐ組」「り組」に分かれており、つなげると「どんぐり」となる。

## 登場キャラクター

### 主要キャラクター
ゆず
主人公。どんぐりがくえん1年ど組に在籍する男の子。著者・須藤の飼い猫「ゆず」がモデル。全身の毛は薄茶色で、トラのような焦茶色の模様がある。ゆず達5人が結成している「どんぐり5（ふぁいぶ）」ではリーダー格。
のり
ゆずのクラスメイトの男の子。頭頂部と背中と尻尾の先端に海苔のような黒い模様があり、それ以外の毛は白。
にら
ゆずのクラスメイトの男の子。尻尾の先端と耳から目の周囲にかけて緑色（著者によると「にら色」）の毛で覆われている。それ以外の毛は白。
みそ
ゆずのクラスメイトの女の子。三毛猫で、毛は白と2種類の茶色（著者によると「信州みそ色」と「八丁みそ色」）。
こめ
ゆずのクラスメイトの女の子。全身が白い毛で覆われており、模様は無い。
くぬぎ先生
どんぐりがくえんの教諭で、1年ど組の担任。男性で未婚。眼鏡を掛けている。全身の毛は白く、どんぐりがくえん内では常に赤いジャージを着ている。ゆず達5人を温かく見守っているが、怒ると怖い。また、ゆず達に振り回されることも少なくない。実家はどんぐりがくえんのある街から遠く離れている。

### どんぐりがくえん
1-んの先生
くぬぎ先生の同僚の女性教諭で、1年ん組の担任。くぬぎ先生以外の教諭では最も登場回数が多く、セリフも多い。
あぷぉー先生
英語を担当する女性教諭。ゆず達にトースト（後述）を紹介する。
お医者さんの先生
どんぐりがくえんの校医。注射を怖がるゆず達の恐怖心を和らげるため、常にコスプレ姿で登場する。
用務員さん
どんぐりがくえんの用務員。チョビヒゲを生やした小柄な初老の男性の姿で描写されている。性格は温厚。
校長先生
どんぐりがくえんの校長。立派なヒゲを蓄えている。恰幅の良い男性の姿で描かれている。飼っている熱帯魚の尾ひれを「天女の羽衣」と表現し、靴箱が撤去されたら「恋文を入れる場所がない」と言うロマンチスト。

### その他
町内会長
ゆず達が住む町の町内会長。剣道五段。相当な高齢で、普段は人間の老人のように腰が曲がっているが、竹刀を手にすると背筋が伸びる。ゆず達に剣道やラジオ体操の指導をするなど、精力的に活動している。
くぬぎ先生のお母さん
くぬぎ先生の実家に住んでおり、顔はくぬぎ先生にそっくり。ゆず達には理解のできない方言で喋る。
トースト
外国に住む男の子。日本に観光でやって来て、ゆず達と出会い友達になる。自分の国にはない「あじすくい」（金魚すくいのようなもの）の屋台に感動する。